# Slavi musulmani
Gli slavi musulmani sono un gruppo etnico, o sottogruppo degli slavi, di fede islamica. Tra gli slavi musulmani possono essere menzionati:
- I bosgnacchi, il gruppo più consistente (anche conosciuti come musulmani bosniaci);[1]
- I gorani;[2]
- I pomacchi (o musulmani bulgari);[3]
- I torbesci (o musulmani macedoni).[4]